# Suarius nanus
Suarius nanus is een insect uit de familie van de gaasvliegen (Chrysopidae), die tot de orde netvleugeligen (Neuroptera) behoort. 
Suarius nanus is voor het eerst wetenschappelijk beschreven door McLachlan in 1893.